# Lekkamraterna
Lekkamraterna är en svensk dramafilm från 1915 i regi av Mauritz Stiller. 

## Om filmen
Filmen premiärvisades 6 april 1915 på biograf Röda Kvarn  i Stockholm. Filmen spelades in vid Svenska Biografteaterns ateljé på Lidingö med exteriörer från ateljéns omgivningar och Germaniaviken vid Djursholm av Henrik Jaenzon.  

## Rollista (i urval)
- Lili Bech – Margit Degn, målare
- Richard Lund – Göran Stål
- Nils Elffors – Sven Rosén, brukselev
- Gustaf Callmén – Berger, brukspatron, hans principal
- Emmy Elffors – Elsa Berger, dennes dotter
- Stina Berg – Trotjänarinna hos Bergers